# Џампертаун (Мисисипи)
Џампертаун (енгл. Jumpertown) град је у америчкој савезној држави Мисисипи.

## Демографија
По попису из 2010. године број становника је 480, што је 76 (18,8%) становника више него 2000. године.
| Група             | 2000.       | 2010.       |
| Белци             | 384 (95,0%) | 446 (92,9%) |
| Афроамериканци    | 7 (1,7%)    | 16 (3,3%)   |
| Азијати           | 0 (0,0%)    | 0 (0,0%)    |
| Хиспаноамериканци | 11 (2,7%)   | 5 (1,0%)    |
| Укупно            | 404         | 480         |